# Sanja Atanasovska
Sanja Atanasovska (în macedoneană Сања Атанасовска; n. 21 decembrie 1985, Kumanovo, RSF Iugoslavia) este o jurnalistă și poetă macedoneană. 

## Biografie
S-a născut la 21 decembrie 1985, la Kumanovo, pe atunci în Republica Socialistă Federativă Iugoslavia. Este autoarea colecțiilor de poezie Scrisoarea celor zece degete (2015), Fapta vieții (2017), o carte care are doar o versiune electronică și este publicată de Fundația „Makedonica”, Grădina de sticlă (2017), o carte care are și o versiune audio pe lângă cea tipărită, și Șofranul meu (2019).
A câștigat Premiul Lesnovski Dzvona pentru colecția de poezii Scrisoarea cu zece degete și Premiul Karamanov pentru cartea sa Grădina de sticlă. În 2017 a câștigat locul al treilea la festivalul literar Panonski Galab din Subotica, Serbia. În 2019, Atanasovska se află într-o rezidență literară în Cetinje, Muntenegru. Ea a publicat poezie în mai multe reviste străine.

## Lucrări
- Scrisoarea celor zece degete, poezie, 2015:
- Fapta vieții, poezie, (e-book), 2017;
- Grădina de sticlă, poezie, 2017;
- Șofranul meu, poezie, 2019;
- Afrodita aleargă după mori de vânt, poezie, 2020.